# Millones de instrucciones por segundo
Millones de instrucciones por segundo o MIPS (del inglés millions of instructions per second) es una forma de medir la potencia de los microprocesadores. Sin embargo, esta medida solo es útil para comparar procesadores con el mismo conjunto de instrucciones y usando benchmarks que fueron compilados por el mismo compilador y con el mismo nivel de optimización. Esto se debe a que la misma tarea puede necesitar un número de instrucciones diferentes si los juegos de instrucciones también lo son; y por motivos similares en las otras dos situaciones descritas. En las comparativas, usualmente se representan los valores de pico, por lo que la medida no es del todo realista. La forma en que funciona la memoria que usa el procesador también es un factor clave para la potencia de un procesador, algo que no suele considerarse en los cálculos con MIPS. Debido a estos problemas, los investigadores han creado pruebas estandardizadas tales como SpecInt para medir el funcionamiento real, y las MIPS han caído en desuso.
En el mundo de GNU/Linux se suelen referir a los MIPS como BogoMips.
El equivalente en la aritmética de coma flotante de los MIPS es el flop.
Muchos microprocesadores de 8 y 16 bits se miden en KIPS (kiloinstrucciones por segundo), que equivale a 0,001 MIPS. El primer microprocesador de propósito general, el Intel 8080 ejecutaba 640 KIPS. El Intel 8086 (16 bits), el primer microprocesador usado en PC, podía ejecutar 800 KIPS. El Pentium 4 llega aproximadamente a 1700 MIPS.

## Evolución en el tiempo de las instrucciones por segundo
| Procesador                                     | IPS            | Reloj    | Año  |
| ---------------------------------------------- | -------------- | -------- | ---- |
| Intel 8080                                     | 640 KIPS       | 2 MHz    | 1974 |
| Intel 8086                                     | 800 KIPS       | 4,77 MHz | 1979 |
| Motorola 68000                                 | 1 MIPS         | 8 MHz    | 1979 |
| Intel 486DX                                    | 54 MIPS        | 66 MHz   | 1992 |
| Intel Pentium                                  | 100 MIPS       | 60 MHz   | 1993 |
| PowerPC 600s (G2)                              | 35 MIPS        | 33 MHz   | 1994 |
| ARM 7500FE                                     | 35,9 MIPS      | 40 MHz   | 1996 |
| PowerPC G3                                     | 525 MIPS       | 233 MHz  | 1997 |
| ARM10                                          | 400 MIPS       | 300 MHz  | 1998 |
| Zilog eZ80                                     | 80 MIPS        | 50 MHz   | 1999 |
| Sony "Allegrex"(de la PSP)                     | 32 MIPS        | 333 MHz  | 2002 |
| Pentium 4 Extreme Edition                      | 9726 MIPS      | 3,2 GHz  | 2003 |
| ARM Cortex A8                                  | 2000 MIPS      | 1 GHz    | 2005 |
| Xbox360 IBM "Xenon" Single Core                | 6400 MIPS      | 3,2 GHz  | 2005 |
| AMD Athlon 64                                  | 8400 MIPS      | 2,8 GHz  | 2005 |
| AMD Athlon FX-57                               | 12 000 MIPS    | 2,8 GHz  | 2005 |
| AMD Athlon 64 Dual Core                        | 18 500 MIPS    | 2,2 GHz  | 2005 |
| AMD Athlon 64 3800+ X2 (Dual Core)             | 18 900 MIPS    | 2,2 GHz  | 2005 |
| Overclocked AMD Athlon 64 3800+ X2 (Dual Core) | 25 150 MIPS    | 2,8 GHz  | 2005 |
| Cell (cada PPE)                                | 6400 MIPS      | 3,2 GHz  | 2006 |
| Procesador Cell de la PlayStation 3            | 21 800 MIPS    | 3,2 GHz  | 2006 |
| AMD Athlon FX-60 (Dual Core)                   | 22 150 MIPS    | 2,6 GHz  | 2006 |
| Overclocked AMD Athlon FX-60 (Dual Core)       | 24 300 MIPS    | 2,8 GHz  | 2006 |
| Overclocked AMD Athlon FX-60 (Dual Core)       | 27 100 MIPS    | 3,0 GHz  | 2006 |
| AMD Ryzen Threadripper 3990X                   | 2,356,230 MIPS | 4,35 GHz | 2020 |